# Zack Wheeler
Zachary Harrison Wheeler (Smyrna, Georgia, 30 de mayo de 1990), más conocido como Zack Wheeler, es un jugador profesional estadounidense de béisbol que se desempeña en la posición de lanzador en Philadelphia Phillies, equipo de las Grandes Ligas de Béisbol (MLB). Logró obtener un Guante de Oro.

## Carrera
Wheeler jugó como profesional cinco temporadas en New York Mets (2013-2014, 2017-2019), después pasó a Philadelphia Phillies, donde lleva jugando cinco temporadas.

## Premios
Fue galardonado con el Guante de Oro en una oportunidad (2023).